# 超越善恶
《超越善恶》于2003年发售的动作冒险游戏。游戏中，玩家将扮演潜入地下网络的女记者Jade，调查并揭露一场星际阴谋。随着冒险的不断深入，Jade也不再是单枪匹马地战斗，许多性格迥异的角色也将相继加入到这场刺激的冒险中来，帮助Jade一同解救自己的星球。
續作《神鬼冒險2》於2017年E3展上公布開發消息，發售日未定。